# کنی میلر
کنی میلر (انگلیسی: Kenny Miller؛ زادهٔ ۲۳ دسامبر ۱۹۷۹) یک بازیکن فوتبال اهل بریتانیا است.
از باشگاه‌هایی که در آن بازی کرده‌است می‌توان به بورسااسپور، باشگاه فوتبال کاردیف سیتی، دربی کانتی، باشگاه فوتبال هیبرنین، ولورهمپتون واندرز، سلتیک، باشگاه فوتبال رنجرز، و باشگاه فوتبال ونکوور وایتکپس اشاره کرد.